# Antonín Lábr
Antonín Lábr (4. června 1917 Linhartské Vážany – 2015) byl český malíř, sochař, grafik a metalograf. Pět let studoval na brněnské Škole uměleckých řemesel, kde ho učil grafik Petr Dillinger a malíř Emanuel Hrbka.
Roku 1937 začal pracovat jako malíř a grafik v reklamní kanceláři REDOPA v Bratislavě. Strávil dva měsíce ve vazbě kvůli tomu, že podstrčil lidem v koncentračním táboře kousek jídla. Se studii skončil až po válce. Zůstat v Teplicích se rozhodl po roce 1947, zde pracoval v Regionálním muzeu. První prací bylo přestěhování sbírek do konfiskovaného zámku Clary-Aldringenů. V teplickém muzeum působil do roku 1977.

## Dílo
- 1981: Památky města Žatec - kámen, Pražská 2653, potraviny Jip[4]
- 1977: Roční období - kámen, Bratří Čapků 2770, Žatec[5]